# 日めくり万葉集
『日めくり万葉集』（ひめくりまんようしゅう）は、NHKが「万葉集」を題材としている5分間のミニ番組。1年ものである。

## 概要
- 日本最古の歌集とされている万葉集には4500首もの作品が描かれている。それらには現代の日本人が忘れかけている様々な物事を思い起こさせ、また生きていくためのメッセージが込められている。
- 1年間、毎日1首ずつを各界の著名人が厳選し、その詩に込められた現代人に対するメッセージを選者それぞれが思いを込めて語るという「万葉集アンソロジー」の番組である。

## 出演者
- 朗読　檀ふみ
- 監修　藤原茂樹（慶應義塾大学教授）、坂本信幸（奈良女子大学大学院教授）
- 音楽　葉加瀬太郎

## 放送日時
すべてJST。
2008年
BS hiで1月7日から放送した。
- 初回放送　月曜日から金曜日の毎日6:55-7:00
- 再放送（1週間分）　日曜日6:30-6:55

2009年
教育テレビで『漢詩紀行』を置き換え。2008年分のリピート。
- 初回放送　月曜日から金曜日の毎日5:00-5:05
- 再放送　同日の13:55-14:00

2010年
教育テレビとBS hiで放送。2008年分のリピート。
- 初回放送　教育テレビ・月曜日から金曜日の毎日5:00-5:05
- 再放送　BS hi・月曜日から金曜日の毎日6:55-7:00
- 再放送（1週間分）　教育テレビ・日曜日6:00-6:25

## 教育テレビ放送リスト
| 回 | 放送日        | 選者       | 巻   | 番   | 作者         | 短歌 | 口語訳 |
| -- | ------------- | ---------- | ---- | ---- | ------------ | --- | --- |
| 1  | 2009年 1月5日 | 檀ふみ     | 巻1  | 20   | 額田王       | あかねさす 紫野行き 標野行き 野守は見ずや 君が袖振る                                                        | (あかねさす)紫草の野を行き 標を結う野を行き 野の番人は見ているではありませんか あなたが袖をお振りに なるのを                                                                                                |
| 2  | 1月6日        | 俵万智     | 巻20 | 4516 | 大伴家持     | 新しき 年の初めの 初春の 今日降る雪の いやしけ吉事                                                          | 新しい年の初めの正月元旦 立春も重なった 今日降るめでたい雪のように ますます重なれ 良いことよ |
| 3  | 1月7日        | 東儀秀樹   | 巻6  | 1042 | 市原王       | 一つ松 幾代か経ぬる 吹く風の 声の清きは 年深みかも                                                          | ひとつ松は どれほどの時代を経たのだろうか 松の梢を吹く風の声が 清らで澄み切っているのを聞くと 深く歳 月をすごしてきたのだろう                                                                               |
| 4  | 1月8日        | 町田康     | 巻3  | 318  | 山部赤人     | 田子の浦ゆ うち出でて見れば ま白にそ 富士の高嶺に雪は降りける                                               | 田子の浦を通り 眺めのよいところに出て望み見ると 真っ白に富士の高嶺に 雪が降り積もっている |
| 5  | 1月9日        | 田辺聖子   | 巻4  | 527  | 大伴坂上郎女 | 来むと言ふも 来ぬ時あるを 来じと言ふを 来むとは待たじ 来じと言ふものを                                      | あなたは「来(こ)よう」と言っても来ない時があるのですもの 「来(こ)ない」と言うのを それでもひょっとしたら「来ら れるかも」などと 頼みに思って待つことなどやめておきましょう 「来ない」と言っているのですもの |
| 6  | 1月12日       | リービ秀雄 | 巻5  | 894  | 山上憶良     | 神代より 言ひ伝て来らく そらみつ 大和の国は 皇神の 厳しき国言霊の 幸はふ国と 語り継ぎ 言ひ継がひ けり・・・ | 神代以来 言い伝えられてきたことですが (そらみつ)大和の国は 国を治める神の威厳ある国 言霊(ことだま) が幸(さいわい)をもたらす国と 語り継ぎ言い継いできました (抜粋)                                           |